# 斯万特·格兰隆德
斯万特·格兰隆德（瑞典語：Svante Granlund，1921年2月1日—2010年11月28日），瑞典男子冰球运动员，场上位置是前锋。他曾代表瑞典国家队参加1948年冬季奥林匹克运动会冰球比赛，获得第4名。